# Aérodrome de Laï
L’aéroport de Laï est un aéroport d'usage public situé près de Laï, Tandjilé, Tchad.

## Source
- (en) Cet article est partiellement ou en totalité issu de l’article de Wikipédia en anglais intitulé « Laï Airport » (voir la liste des auteurs).